# Erding Bulls
Gli Erding Bulls sono una squadra di football americano di Erding, in Germania, fondata nel 1980.

## Dettaglio stagioni

### Tornei nazionali

#### Campionato

##### Bundesliga
| Stagione | regular season | regular season | regular season | regular season | regular season | regular season | playoff | playoff | playoff | playoff | playoff | playoff   | playoff    |
|          | Vin            | Par            | Per            | Tot            | PF             | PS             | Vin     | Per     | Tot     | PF      | PS      | risultato | avversaria |
| -------- | -------------- | -------------- | -------------- | -------------- | -------------- | -------------- | ------- | ------- | ------- | ------- | ------- | --------- | ---------- |
| 1981     | 1              | 0              | 11             | 12             | 59             | 481            | -       | -       | -       | -       | -       | -         | -          |
| 1994     | 3              | 0              | 11             | 14             | 163            | 346            | -       | -       | -       | -       | -       | -         | -          |
| Totale   | 4              | 0              | 22             | 26             | 222            | 827            | -       | -       | -       | -       | -       |           |            |

Fonti: Enciclopedia del Football - A cura di Roberto Mezzetti

##### 2. Bundesliga
| Stagione | regular season | regular season | regular season | regular season | regular season | regular season | playoff | playoff | playoff | playoff | playoff | playoff        | playoff            |
|          | Vin            | Par            | Per            | Tot            | PF             | PS             | Vin     | Per     | Tot     | PF      | PS      | risultato      | avversaria         |
| -------- | -------------- | -------------- | -------------- | -------------- | -------------- | -------------- | ------- | ------- | ------- | ------- | ------- | -------------- | ------------------ |
| 1982     | 0+?            | 0+?            | 2+?            | 8              | 0+?            | 80+?           | -       | -       | -       | -       | -       | -              | -                  |
| 1983     | 1+?            | 0+?            | 2+?            | 4              | 25+?           | 40+?           | -       | -       | -       | -       | -       | -              | -                  |
| 1984     | 3+?            | 0+?            | 4+?            | 8              | 73+?           | 122+?          | -       | -       | -       | -       | -       | -              | -                  |
| 1985     | 7              | 0              | 3              | 10             | 162            | 122            | -       | -       | -       | -       | -       | -              | -                  |
| 1986     | 3+?            | 0+?            | 4+?            | 8              | 82+?           | 139+?          | -       | -       | -       | -       | -       | -              | -                  |
| 1987     | 1              | 0              | 9              | 10             | 29             | 265            | 1       | 0       | 1       | 28      | 18      | Non retrocessi | Regensburg Royals  |
| 1988     | 9              | 1              | 2              | 12             | 270            | 134            | -       | -       | -       | -       | -       | -              | -                  |
| 1989     | 5              | 0              | 5              | 10             | 163            | 206            | -       | -       | -       | -       | -       | -              | -                  |
| 1990     | 1+?            | 0+?            | 8+?            | 10             | 128+?          | 261+?          | -       | -       | -       | -       | -       | -              | -                  |
| 1992     | 5              | 0              | 5              | 10             | 198            | 248            | -       | -       | -       | -       | -       | -              | -                  |
| 1993     | 11             | 0              | 1              | 12             | 367            | 142            | 1       | 1       | 2       | 28      | 31      | Promossi       | Frankfurt Gamblers |
| 1995     | 4              | 0              | 8              | 12             | 132            | 311            | -       | -       | -       | -       | -       | -              | -                  |
| 1996     | 10             | 0              | 4              | 14             | 434            | 252            | -       | -       | -       | -       | -       | -              | -                  |
| 1997     | 4              | 1              | 7              | 12             | 264            | 265            | -       | -       | -       | -       | -       | -              | -                  |
| 1998     | 2              | 0              | 12             | 14             | 94             | 444            | -       | -       | -       | -       | -       | -              | -                  |
| Totale   | 66+?           | 2+?            | 76+?           | 154            | 2421           | 3031           | 2       | 1       | 3       | 56      | 49      |                |                    |

Fonti: Enciclopedia del Football - A cura di Roberto Mezzetti

##### Bayernliga (terzo livello)/Regionalliga
| Stagione | regular season | regular season | regular season | regular season | regular season | regular season | playoff | playoff | playoff | playoff | playoff | playoff   | playoff                    |
|          | Vin            | Par            | Per            | Tot            | PF             | PS             | Vin     | Per     | Tot     | PF      | PS      | risultato | avversaria                 |
| -------- | -------------- | -------------- | -------------- | -------------- | -------------- | -------------- | ------- | ------- | ------- | ------- | ------- | --------- | -------------------------- |
| 1991     | 9              | 0              | 1              | 10             | 407            | 55             | 1       | 0       | 1       | 42      | 21      | Campioni  | Simbach Wildcats           |
| 2007     | 7              | 0              | 1              | 8              | 245            | 97             | 0       | 2       | 2       | 49      | 75      | Playoff   | Montabaur Fighting Farmers |
| 2008     | 1              | 0              | 9              | 10             | 149            | 373            | -       | -       | -       | -       | -       | -         | -                          |
| 2009     | 2              | 0              | 8              | 10             | 169            | 290            | -       | -       | -       | -       | -       | -         | -                          |
| Totale   | 19             | 0              | 19             | 38             | 970            | 815            | 1       | 2       | 3       | 91      | 96      |           |                            |

Fonti: Enciclopedia del Football - A cura di Roberto Mezzetti

##### Bayernliga (quarto livello)
| Stagione | regular season | regular season | regular season | regular season | regular season | regular season | playoff | playoff | playoff | playoff | playoff | playoff     | playoff                 |
|          | Vin            | Par            | Per            | Tot            | PF             | PS             | Vin     | Per     | Tot     | PF      | PS      | risultato   | avversaria              |
| -------- | -------------- | -------------- | -------------- | -------------- | -------------- | -------------- | ------- | ------- | ------- | ------- | ------- | ----------- | ----------------------- |
| 2000     | 0              | 0              | 8              | 8              | 38             | 326            | -       | -       | -       | -       | -       | -           | -                       |
| 2001     | 5              | 1              | 2              | 8              | 190            | 111            | 1       | 1       | 2       | 54      | 62      | Terzo posto | Bayreuth Dragons        |
| 2002     | 4              | 0              | 4              | 8              | 74             | 108            | 0       | 2       | 2       | 6       | 40      | Sesto posto | Kümmersbruck Red Devils |
| 2003     | 5              | 0              | 3              | 8              | 208            | 168            | -       | -       | -       | -       | -       | -           | -                       |
| 2004     | 0              | 1              | 5              | 6              | 74             | 204            | -       | -       | -       | -       | -       | -           | -                       |
| 2005     | 3              | 0              | 3              | 6              | 144            | 143            | 0       | 2       | 2       | 39      | 51      | Sesto posto | Würzburg Panthers       |
| 2006     | 6              | 0              | 0              | 6              | 213            | 64             | -       | -       | -       | -       | -       | -           | -                       |
| 2010     | 1              | 0              | 9              | 10             | 104            | 343            | -       | -       | -       | -       | -       | -           | -                       |
| 2015     | 3              | 0              | 5              | 8              | 133            | 208            | -       | -       | -       | -       | -       | -           | -                       |
| 2016     | 2              | 0              | 8              | 10             | 150            | 298            | -       | -       | -       | -       | -       | -           | -                       |
| 2018     | 4              | 0              | 6              | 10             | 355            | 326            | -       | -       | -       | -       | -       | -           | -                       |
| 2019     | 9              | 0              | 1              | 10             | 379            | 222            | 0       | 1       | 1       | 13      | 16      | Semifinale  | Franken Knights         |
| Totale   | 42             | 2              | 54             | 98             | 2062           | 2621           | 1       | 6       | 7       | 112     | 169     |             |                         |

Fonti: Enciclopedia del Football - A cura di Roberto Mezzetti

##### Landesliga/Verbandsliga
| Stagione | regular season | regular season | regular season | regular season | regular season | regular season | playoff | playoff | playoff | playoff | playoff | playoff | playoff    | playoff                   |
|          | Vin            | Par            | Per            | Tot            | PF             | PS             | Vin     | Par     | Per     | Tot     | PF      | PS      | risultato  | avversaria                |
| -------- | -------------- | -------------- | -------------- | -------------- | -------------- | -------------- | ------- | ------- | ------- | ------- | ------- | ------- | ---------- | ------------------------- |
| 1999     | 3              | 0              | 3              | 6              | 154            | 141            | 0       | 1       | 1       | 2       | 8       | 49      | Semifinale | Hof Jokers                |
| 2011     | 1              | 0              | 6              | 7              | 62             | 211            | -       | -       | -       | -       | -       | -       | -          | -                         |
| 2012     | 8              | 0              | 2              | 10             | 242            | 113            | 0       | 0       | 1       | 1       | 20      | 21      | Semifinale | Schweinfurt Ball Bearings |
| 2013     | 3              | 0              | 7              | 10             | 81             | 263            | -       | -       | -       | -       | -       | -       | -          | -                         |
| 2014     | 8              | 0              | 2              | 10             | 307            | 140            | 0       | 0       | 1       | 1       | 26      | 35      | Semifinale | Würzburg Panthers         |
| 2017     | 7              | 0              | 8              | 8              | 277            | 122            | 1       | 0       | 1       | 2       | 66      | 34      | Finale     | Munich Cowboys II         |
| Totale   | 30             | 0              | 28             | 58             | 1123           | 990            | 1       | 1       | 4       | 6       | 120     | 139     |            |                           |

Fonti: Enciclopedia del Football - A cura di Roberto Mezzetti